# Gouvernorat de Hassaké
Le gouvernorat de Hassaké (en arabe : محافظة الحسكة Muḥāfaẓat al-Ḥasakah, en kurde : Parêzgeha Hesîçe, en syriaque classique : ܗܘܦܪܟܝܐ ܕܚܣܟܗ Huparkiyo d'Ḥasake ou ܓܙܪܬܐ Gozarto) : est l'un des quatorze gouvernorats de la Syrie ; il a pour capitale la ville de Hassaké. Il recoupe quasiment le territoire de l'ancienne province de Djézireh.
Le Djebel Abdulaziz s'élève dans ce gouvernorat. 

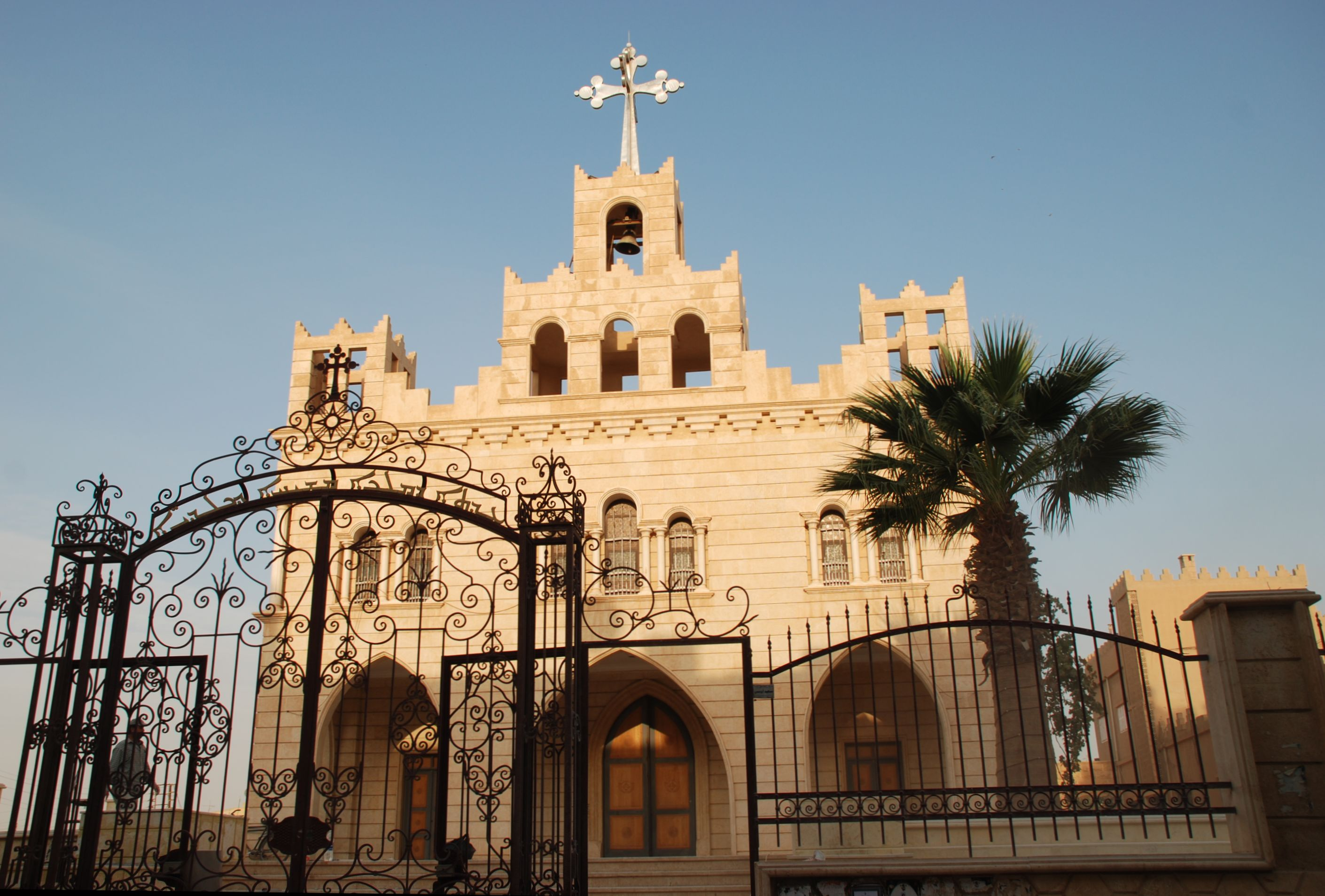
Al-Hasakah, Syrie, église orthodoxe au centre

## Districts
Le gouvernorat est subdivisé en quatre districts :
- District de Hassaké
- District de Malikiyeh
- District de Qamichli
- District de Ras al-Aïn